# Shamchaurasi
Shamchaurasi eller Shām Churāsi är en ort i Indien. Den ligger i distriktet Hoshiarpur och delstaten Punjab, i den norra delen av landet, 300 km norr om huvudstaden New Delhi. Shamchaurasi ligger 262 meter över havet och antalet invånare är 4 403.
Terrängen runt Shamchaurasi är mycket platt. Runt Shamchaurasi är det tätbefolkat, med 913 invånare per kvadratkilometer. Närmaste större samhälle är Ādampur, 8,2 km söder om Shamchaurasi. Trakten runt Shamchaurasi består till största delen av jordbruksmark.